# 베시 러브
베시 러브(Bessie Love, 1898년 9월 10일 ~ 1986년 4월 26일)는 미국의 배우이다.

## 개요
초기 무성영화와 유성영화 시대에 순진하고 어린 소녀와 능동적인 여주인공을 연기하여 인기를 얻은 미국과 영국의 여배우이다. 그녀는 무성영화에서 연극,라디오,텔레비전,유성영화에 이르기까지 80년에 걸쳐 배우로서 활동을 했고, 영화 브로드웨이 멜로디에서의 연기로 아카데미 여우주연상 후보에 올랐다.

## 출연작
《영화》
- 인톨러런스 1916년
- 나르는 어뢰 1916년
- 잃어버린 세계 1925년
- 브로드웨이 멜로디 1929년
- 할리우드 리뷰 오브 1929년
- 깁슨 가족 연대기 1944년
- 맨발의 콘테샤 1954년
- 로마의 애수 1961년
- 이사도라 1968년
- 007 여왕폐하 대작전 1969년
- 캣로우 1971년
- 뱀파이어 1975년
- 레즈 1981년
- 악마의 키스 1983년